# تپه قبران
تپه قبران مربوط به هزاره اول (پیش از میلاد) - دوره اسلامی قرن ۶ تا ۸ ه.ق است و در شهرستان پیرانشهر، بخش مرکزی، دهستان پیران، روستای اشنوزنگ واقع شده است. این اثر در تاریخ ۳۰ دی ۱۳۸۵ با شمارهٔ ثبت ۱۶۸۷۱ به عنوان یکی از آثار ملی ایران به ثبت رسیده است.